# Elecciones parlamentarias de Ucrania de 1994
Las elecciones parlamentarias de Ucrania de 1994 tuvieron lugar el 27 de marzo, con una segunda vuelta entre el 2 y el 10 de abril. Fueron los primeros comicios legislativos desde la independencia de Ucrania, y se realizaron con el objetivo de cubrir los 450 escaños de la e la Rada Suprema para un mandato de no más de cinco años.
En una contienda en la que los partidos políticos eran escasamente populares, quince partidos obtuvieron escaños y la mayoría de los diputados eran independientes, con las listas no partidistas superando el 60% de los votos válidamente emitidos y más de la mitad del total. Sin embargo, 112 escaños quedaron sin ocupar, y se requirió una sucesión de elecciones parciales en julio, agosto, noviembre y diciembre de 1994 y más en diciembre de 1995 y abril de 1996. Trescientos escaños o dos tercios del parlamento debían llenarse para la siguiente convocatoria.
En las primeras elecciones celebradas después de que Ucrania se separó de la Unión Soviética, el Partido Comunista de Ucrania emergió como el partido más grande en la Rada Suprema, ganando 86 de los 338 escaños decididos en las dos primeras rondas, recibiendo además el 14.95% del voto válido. Esta elección fue el resultado de un compromiso entre el presidente saliente, Leonid Kravchuk, y la Rada Suprema, que se alcanzó el 24 de septiembre de 1993 debido a una crisis política causada por protestas masivas y huelgas en particular de estudiantes y mineros. Ese día, la Rada adoptó un decreto para organizar elecciones parlamentarias antes de lo programado y antes de las elecciones presidenciales programadas en junio.

## Sistema electoral
Como en la anterior, esta elección se llevó a cabo de acuerdo con el sistema electoral mayoritario en 450 distritos electorales que contienen varios escaños. A cada región se le asignó una proporción de distritos dependiendo de su población. De ahí que la mayoría de los escaños fueron recibidos por las regiones más pobladas del este de Ucrania, particularmente las regiones de la cuenca Donets, como el Óblast de Donetsk y el Óblast de Dnipropetrovsk.
Para ser elegido, se necesita un candidato para obtener más del 50% de los votos y para que la elección sea válida, más del 50% de los votantes registrados deben votar. Si ningún candidato obtuvo más del 50% en la primera ronda, los dos candidatos principales se incluyeron en la boleta electoral en la segunda ronda. En la segunda ronda también se aplicó la regla del 50%. Se convocaría a una repetición de las elecciones en el distrito en caso de que la cláusula del 50% de los votos en la segunda ronda no se cumpliera.
Debido a esas condiciones, varios distritos en la Rada Suprema se dejaron sin representación para toda una convocación. El problema era particularmente grave en la ciudad de Kiev, a la que se asignaron 23 escaños, mientras que en el parlamento solo diez de sus distritos participaron en la segunda convocatoria, menos de la mitad. Kiev se convirtió en la región menos representada.